# Roberto Albanese

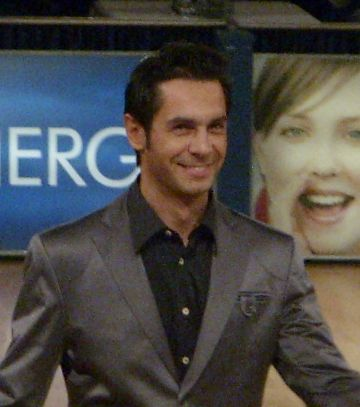
Roberto Albanese, 2009

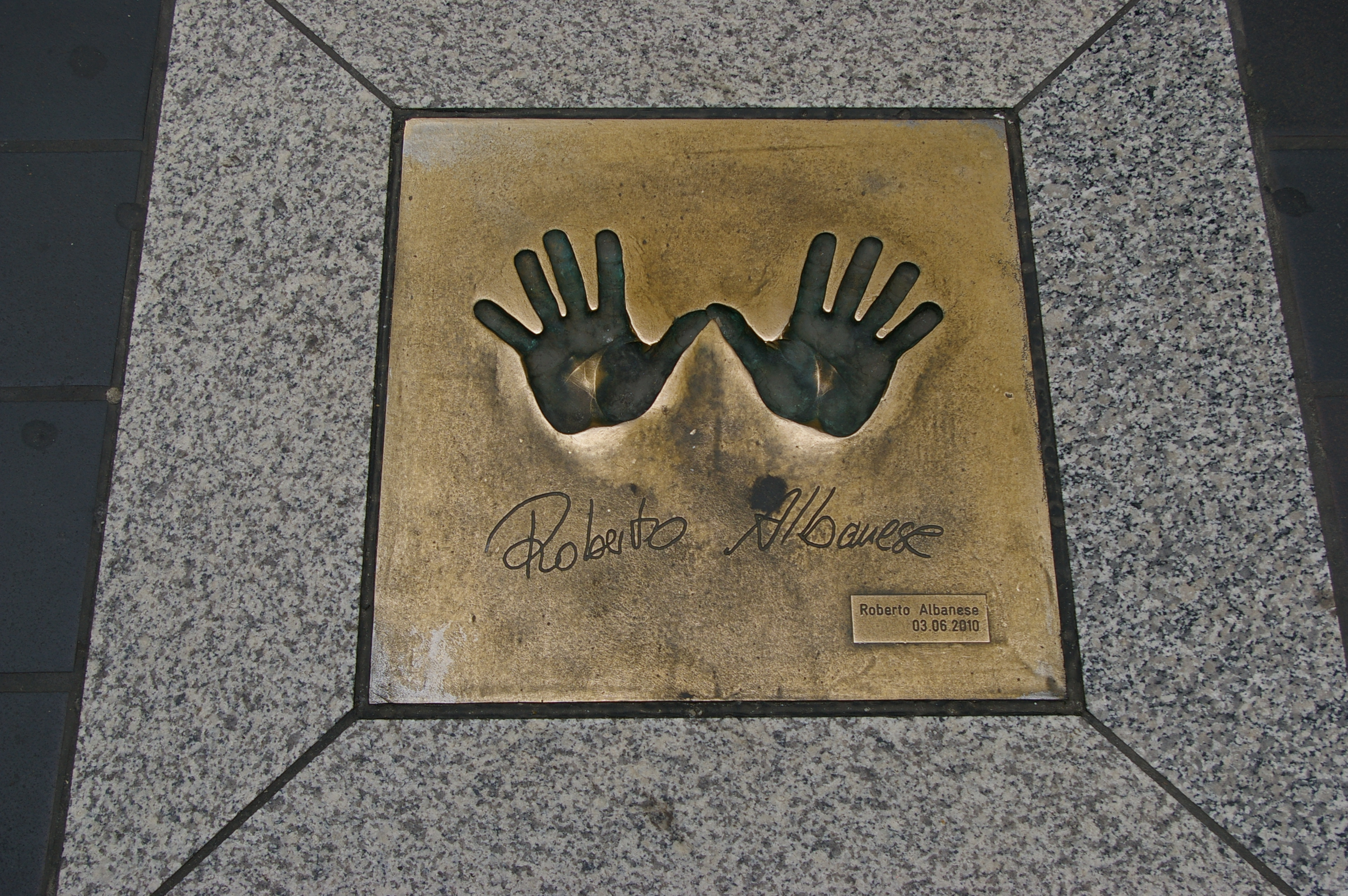
Bremen, Handabdruck in der Lloyd-Passage

Roberto Albanese (* 25. Mai 1973 in Bremen) ist ein deutscher Tanzsporttrainer und Choreograph im Bereich des Formationtanzsportes (Latein), Wertungsrichter und ehemaliger Profitänzer.

## Leben
Albanese besuchte im Jahr 1991 eine Tanzschule und wechselte kurze Zeit später in die Turnierklassen eines Vereins. Innerhalb von zwei Jahren stieg er in die S-Klasse auf und startete mit seiner Tanzpartnerin und späteren Ehefrau Uta Deharde für die TSG Bremerhaven. Mit ihr ertanzte er diverse nationale und internationale Titel in den lateinamerikanischen Tänzen (u. a. zweiter Platz DTV-Ranglistenturnier S-Latein 1999 in Frankfurt, erster Platz DTV-Ranglistenturnier S-Latein 2000 in Frankfurt, Vizemeister Kür Latein 2002). Roberto Albanese war Mitglied der deutschen Nationalmannschaft und erreichte mit Uta Deharde den ersten Platz der deutschen Gesamtrangliste 1999/2000.
Im Herbst 2000 gab das Paar bekannt, die gemeinsame Karriere beenden zu wollen, wechselte dann 2001 aber zu den Professionals und trat dort bis 2003 an.
Roberto Albanese trainiert u. a. seit 1994 das Latein-A-Team des damaligen TSC Schwarz-Silber Bremen (der Verein schloss sich Anfang 2002 mit dem Grün-Gold-Club Bremen (GGC) zusammen). Mit dem A-Team schaffte er bereits im ersten Jahr den Aufstieg in die Regionalliga, schon drei Jahre später stieg das Latein-A-Team in die 2. Bundesliga auf. Im Jahr 2002 folgte der Aufstieg in die 1. Bundesliga, wo die Formation sofort den vierten Platz belegte. In der Folge gewann er mit der Lateinformation mehrere Deutsche Meistertitel sowie Europa- und Weltmeistertitel.
2006 war Roberto Albanese Teilnehmer der RTL-Tanzshow Let’s Dance, in der er mit der No-Angels-Sängerin Sandy Mölling tanzte. Das Tanzpaar schied in der vorletzten Sendung aus und erreichte so den dritten Platz. Das gleiche Ergebnis erzielte Albanese mit der Schauspielerin Nina Bott 2010.
Roberto Albanese ist Kadertrainer der Landestanzsportverbände Bremen und Niedersachsen. Ende Juli 2013 wurde er zum DTV-Verbandstrainer berufen, im Februar 2017 auch zum Jugendverbandtrainer Latein. Beide Ämter legte Albanese im Mai 2018 nieder. Im September 2020 wurde er erneut zum Jugendverbandtrainer Latein berufen. Im März 2018 wurde Albanese als „Bremer Trainer des Jahres 2017“ ausgezeichnet. Ferner ist er seit März 2014 Ehrenmitglied des Landestanzsportverbandes Bremen. 2019 wurde ihm der Welttanzgala-Award für seine Erfolge als Formationstrainer und seinen Einsatz in der Nachwuchsarbeit verliehen.
Roberto Albanese ist seit April 2007 mit Uta Deharde verheiratet, mit der er eine gemeinsame Tochter hat. Das Paar betreibt eine Tanzschule in Bremen mit Standorten in der Innenstadt und in Hastedt.
Roberto Albanese bei Let’s Dance
| Staffel (Jahr) | Partner       | Platzierung |
| -------------- | ------------- | ----------- |
| 1 (2006)       | Sandy Mölling | 3.          |
| 3 (2010)       | Nina Bott     | 3.          |